# الکساندر کوژونیکوف (بازیکن هاکی روی یخ)
الکساندر کوژونیکوف (روسی: Александр Викторович Кожевников؛ زادهٔ ۲۱ سپتامبر ۱۹۵۸) بازیکن هاکی روی یخ اهل شوروی بود.